# ザ・グレイトバトルV
『ザ・グレイトバトルV』（-ファイヴ）は、1995年12月22日に日本のバンプレストから発売されたスーパーファミコン用横スクロールアクションゲーム。
SDにディフォルメされたロボットアニメや特撮作品のキャラクターが戦うクロスオーバー作品『コンパチヒーローシリーズ』の1つであり、『グレイトバトルシリーズ』第5作目。主人公のロア達を操作し、ダダを倒して惑星ガルシアを救出する事を目的としている。
開発はさんえるが行い、プログラムは第3作『ザ・グレイトバトルIII』（1993年）を手掛けた小林俊一および佐々木勇二郎、音楽は『クレヨンしんちゃん 嵐を呼ぶ園児』（1993年）を手掛けた富樫則彦および『超原人』（1994年）を手掛けた末村謙之輔が担当している。

## ゲーム内容
前作『ザ・グレイトバトルIV』（1994年）から継続したストーリーとなっており、前作はSFミリタリーな世界観であったが、本作は一貫して西部劇風となっている。基本的なゲームシステムは前作と同様のサイドビューの横スクロールアクションであるが、異なる点も多い。前作ではキャラクター固有の移動用の能力でステージを攻略して行ったが、本作はそれに加えステージに設置されたオブジェクトを駆使していくものが多い。キャラクター全員が持つ能力としてタックル攻撃があり、攻撃や障害物の移動ができる。また本作では、ほとんどの敵を踏みつけることができ、ジャンプ台としての利用や気絶した敵をタックルで吹っ飛ばして、敵に当てたり壊れそうな壁に当てて道を開いたりすることができる。キャラクターはそれぞれ異なったチャージ式の攻撃を持つが、(ウルトラマンを除いて)それを移動用の能力としても使用できる。
加えて、一部のステージは銃器で画面奥の敵を攻撃するガンバトルステージとなっている。キャラクターを左右に動かして攻撃をよけつつ、ガンサイトを敵にあわせて攻撃する。射撃中でも回避ができる緊急回避が使用可能。使用する銃や緊急回避の方法もキャラクターによって異なる。さらにステージ中にミニゲームを行える場所が存在し、その評価によってライフアップや1UPなどのアイテムをもらうことができる。
操作キャラクターは、ロア、ゴッドガンダム、仮面ライダーBLACK RX、ウルトラマンの4人。ゲーム開始時に基本キャラクターであるロアと最初にペアを組むキャラを一人決める。パートナーはストーリーの途中で一回ずつ交代していく。つまり、ロアと同行しているパートナーが操作キャラクターとなる(一人プレイ時はロアとパートナーの交代が可能に、二人プレイ時はそれぞれを操作することになる)。また、最初に選択したパートナーによって、シナリオも少し異なっていく。

## ストーリー
A.D.30XX年、バトルフォースは「惑星ガルシア」から脱出した宇宙船を救助。宇宙船に搭乗していたガルシア住民によれば、惑星ガルシアに存在する「ガルバストーン」と呼ばれる大切な石を、別の星から来た者たちがこれをエネルギー資源として勝手に運び出したことにより、争いに発展していった。その最中、ダダと呼ばれる男が争いにつけこんで惑星ガルシアを支配。住民たちはダダからの支配から逃れるために脱出したという。
それに関連して、ガルバストーンの輸送船が消息を絶つという情報を得ていたバトルフォースは、ドクターキサブロー指示の元、先の戦いで活躍したロアをガルシアに派遣すると同時に、ガルシアに住むヒーローに協力を要請した。ダダの目的とは?そして、バトルフォースは事件を解決できるのか?

## 登場キャラクター

### プレイヤーキャラクター
ロア
惑星ガルシアへ派遣されたバトルフォースの隊員であり本作のメインキャラクター。
2Dステージの武器はブーメラン。チャージすると強化型ブーメランを放ち、強化型ブーメランの上に乗っての移動手段としても使うことができる。ガンバトルステージではマシンガンを使用。マシンガンの連射性能が良いためガンバトルステージでは使いやすい。緊急回避はバック転で着地後の隙がやや大きい。しかし、2Dステージ用武器のブーメランが使いにくく(通常攻撃は飛距離が短い、チャージすると飛距離は長くなるが出始めにその場に留まるの)、2Dステージとガンバトルステージによって両極単に使い勝手の変わるキャラクターである。
ゴッドガンダム（ゴッド）
惑星ガルシアをさすらう流れ者。ダダの起こした一連の事件に幼なじみのマスターが関わっていることを知る。
2Dステージ武器は、攻撃範囲は短いが攻撃力の高い爆熱ゴッドフィンガー。チャージ攻撃は連続ゴッドフィンガー。ジャンプ中にチャージ攻撃をすると、攻撃をキャンセルしてさらにジャンプすることが出来る(二段ジャンプ)。無敵時間もある横押しチャージ攻撃が攻防と移動を兼ね備えている。ガンバトルステージではバズーカを扱う。バズーカは一発の攻撃力･爆風の範囲に優れるものの連射力に劣るため、無敵時間が発生する敵相手には無敵が切れるタイミングでヒットさせることで効果を発揮する。それゆえに、やみくもに打つだけではガンバトルステージのボス系の敵に対してダメージを与え辛く、ガンバトルステージ中の通常移動速度・ジャンプ力は全キャラクターの中でもっとも低いため、こちらもロアとは逆の立場で両極端な性能となっている。緊急回避は横方向へ高速のダッシュ移動を行うため、バズーカを一発撃って即時回避も可能。
仮面ライダーBLACK RX(RX)
惑星ガルシアの開拓民。ダダの陰謀を察知しロアに協力する。
2Dステージの武器は中距離まで攻撃の届くチェーン。ステージ途中の輪にひっかけて移動することもできる。チャージ攻撃はライダーキックで、攻撃時に十字キーの上を押しているとサマーソルト、左右を押していると飛び蹴りとなる。ライダーキックは、ゴッドガンダムのチャージ攻撃ほどではないものの、無敵時間もありチェーンの多彩な攻撃方向で攻撃を当てやすくボス戦に強い。ガンバトルステージでは横に幅広く攻撃できる2丁拳銃で戦う。緊急回避はバック宙返りで、一瞬手を地面に付く動作を取るが跳躍速度が高い。なお、全キャラクター中もっともジャンプ力が高い。
ウルトラマン(マン)
惑星ガルシアの保安官。ダダの策略によりおたずねものとされている。
2Dステージではスラッシュ光線で攻撃を行う。チャージは全方位に誘導性能のある光弾を放つウルトラアタック光線。2Dステージで唯一遠距離攻撃が可能なキャラクター。2Dステージでは壁張り付きが可能で、壁を登ることにより他のキャラクターより高い所へ移動することもできる。ガンバトルステージでは、攻撃範囲の広いショットガンを武器に戦う。ゴッドのバズーカと違って連射が利くため扱い易い。緊急回避はテレポートを行う。

### 敵キャラクター
ダダ
本作のボスキャラクター。ガルバストーンが巨大化を促す力を持つことを利用し、力で支配しようとたくらむ。
最初は顔を変えながら銃を使って攻撃。その後ガルバストーンの力で巨大化し、プレイヤーに襲い掛かる。
グフ
市街地ステージのボスの1体。芋虫のモンスターに跨ってプレイヤーを迎え撃つ。
ゴッドを選んだ場合は1周目、RXを選んだ場合は2周目、ウルトラマンを選んだ場合は3周目で戦うことになる。
マスターガンダム
ホテルステージ1周目のボス。ゴッドとノーベルの幼馴染で、現在は宇宙海賊のメンバーになっている。
ロケットパンチ(ニアクラッシャー)、バリヤーを纏っての突進攻撃、3つの弾丸を同時に発射する攻撃を仕掛ける。
なお、最初にゴッドガンダムをパートナーに選択すると、撃破時に会話イベントが発生する。
ナース
ハゲタカ山の1周目のボス。バルタン星人の召喚と目から8方向へ飛び散るビームを発射する。体力が残り少なくなると身体がピンク色に変化し、さらに減少すると身体が赤く点滅する。
ビグ・ザム
列車ステージのボス。ガンバトルで戦うことになる。ロア達が乗る列車が破壊されるとその時点でミスとなる。
初めは機関車の姿でロア達の乗る列車に突進を仕掛けてくる。体力が半分になると脚部を展開し接近し、列車を破壊するサボテンミサイルや弾丸、火炎放射で攻撃してくる。
十面鬼ゴルゴス
ハゲタカ山の2周目のボス。十面鬼の口から誘導性のある青い火炎を吐き、ステージを回転させて地形変化させる技を持つ。
クレージーゴン
ホテルステージ2周目のボス。サボテグロンとマシンガンスネークを召喚し、巨大なアームでプレイヤーを捕食しようとする。
直接攻撃では倒せないため、サボテグロンをクレージーゴンに食べさせてダメージを与える必要がある。
ジェロニモン
市街地ステージのボスの1体。虹色に輝く羽根を飛ばし、敵を刺し殺す攻撃を得意とする。また、ベルトコンベアから樽を出してくる。
最初にRXをパートナーに選択して市街地に行くとモハルを殺害するイベントが追加される。
ゴッドガンダムを選んだ場合は3周目、RXを選んだ場合は1周目、ウルトラマンを選んだ場合は2周目で戦うことになる。
バルタン星人
ザコキャラクターとストーリーに関わる敵幹部が登場する。
橋に擬態したナースの上でロア達を待ち受け、襲いかかる。
最初にウルトラマンをパートナーに選択したハゲタカ山を行くと、ロア達に重要なことを知らせるイベントが発生する。
ショッカー戦闘員
ザコキャラクターとして登場。体に風船を取り付けているバージョンも存在する。
同時に市街地ステージのボスでもあり、マシンに搭乗する。恐竜戦車を次々と出現させる。
ゴッドガンダムを選んだ場合は2周目、RXを選んだ場合は3周目、ウルトラマンを選んだ場合は1周目で戦うことになる。
サボテグロン
ザコキャラクターとストーリーに関わる敵幹部が登場する。
クレージーゴンをロア達にけしかける。
テキーラガンダム
ホテルステージの中ボス。爆弾が武器で、地下エリアで戦闘することになる。普段は支配人に化けている。
スカイドン
ハゲタカ山のとある場所で出現する中ボス。口から風船つきのショッカー戦闘員を吐き出す。
ナースの石像
ハゲタカ山1周目の中ボス。複数存在し、目から4つに分かれる光の弾を発射する。
デビルガンダム
ダダのアジト2周目に登場するボス。見た目は最終形態で、ガンバトルで戦うことになる。
武器は腕のビームと掴み攻撃、頭部のバルカン。原作通りDG細胞を使って自己再生を行う。
ガルドラス
本作の最終ボス。大昔、惑星ガルシアの文明を滅び去ったという伝説のモンスター。目から連射性の光弾を発射し、小さなガルドラスの分身を生み出す。大きなガルバストーンを降らせる攻撃も得意。
元々は絶滅寸前の小動物で、人間の足音に反応して暴れまわるという性質を持つ。ダダはその性質に目をつけ、生物を巨大化させるガルバストーンを使ってガルドラスを巨大化させ、再び惑星ガルシアを滅ぼそうと目論んだ。

### その他キャラクター
ノーベルガンダム
ゴッドガンダムの幼馴染。冒頭で処刑されかかるが、ロア達に助け出される。その後はロア達をサポートする。
ザクじい
市街地エリアの冒頭やミニゲーム屋に登場する老人のザクI。ナースの弱点を教えたり、ロア達をサポートする。
モグラ獣人
市街地エリアの冒頭に登場するゲドンの獣人。RXとは仲が良いらしく、恐竜戦車の弱点を教える事も。
ドクターキサブロー
バトルフォースの科学者。事件が起きた惑星ガルシアにロアを派遣させた。
モハル
ノーベルの友人でJB牧場の青年。RXのことを「旦那」と呼んでいる。ダダが「ガルドラスを使って開拓者を追い出そう」と話を持ちかけ、その案に乗った。
RXの説得で自分がダダに騙されたことを知り我に返るが、ジェロニモンが放った1本の羽根を受けて用済みとして殺されてしまう。
エミィ
ホテルステージに登場する少女。ライフの上限値を上げるハートを頭に付けている。

## スタッフ
- チーフ・プログラマー：小林俊一
- メイン・プログマー：佐々木勇二郎
- プログラマー：小林秀樹、はたけやまたく、吉丸慎一郎、むらたきょういち、よしだたけし
- グラフィック・デザイナー：かいほうかずゆき、岩井直樹、笹島薫、くしぶちのりかず、こばやしりえこ、むらかみただひろ、くらはしつとむ
- ゲームデザイン・アシスタント：中川泰久、ひらのなおみ
- サウンド・デザイナー：富樫則彦、末村謙之輔
- スペシャル・サンクス：よしたかたけや、やなぎみねこ、くすいくお

## 評価
ゲーム誌『ファミ通』の「クロスレビュー」では、5・5・6・4の合計20点（満40点）、『ファミリーコンピュータMagazine』の読者投票による「ゲーム通信簿」での評価は以下の通り、21.2点（満30点）となっている。
| 項目 | キャラクタ | 音楽 | お買得度 | 操作性 | 熱中度 | オリジナリティ | 総合 |
| 得点 | 3.8        | 3.5  | 3.0      | 3.6    | 3.7    | 3.5            | 21.2 |